# Bockshorn (Naturschutzgebiet)
Das Naturschutzgebiet Bockshorn liegt in Porta Westfalica. Es ist rund 26 Hektar groß und wird unter der Bezeichnung MI-044 geführt.
Es liegt nördlich des Ortsteiles Veltheim und der Weser sowie südlich der Bundesautobahn 2.
Die Unterschutzstellung soll zur Erhaltung der ehemaligen Trockenabgrabung dienen. Hier ist durch die der natürlichen Entwicklung überlassenen Rohböden ein Refugium aus Ruderalfluren und Kleingewässern für seltene Tier- und Pflanzenarten entstanden. Diese Biotope sind zu schützen.